# بمبديون آموري
بمبديون أموري (الاسم العلمي:Bembidion amurense) هو نوع من الحشرات يتبع جنس البمبديون من فصيلة الخنافس الأرضية.